# Giro del Lazio 1956
Il Giro del Lazio 1956, ventiduesima edizione della corsa, si svolse il 2 settembre 1956. La vittoria fu appannaggio dell'italiano Fiorenzo Magni, il quale precedette i connazionali Nino Defilippis e Guido Boni.

## Ordine d'arrivo (Top 10)
| Pos. | Corridore           | Squadra            | Tempo |
| ---- | ------------------- | ------------------ | ----- |
| 1    | Fiorenzo Magni      | Nivea-Fuchs        |       |
| 2    | Nino Defilippis     | Bianchi            |       |
| 3    | Guido Boni          | Nivea-Fuchs        |       |
| 4    | Aldo Moser          | Torpado            |       |
| 5    | Henri Van Kerckhove | Plume Sport        |       |
| 6    | Giancarlo Astrua    | Atala-Pirelli      |       |
| 7    | Luciano Maggini     | Atala-Pirelli      |       |
| 8    | Germain Derycke     | Van Hauwaert-Faema |       |
| 9    | Roberto Falaschi    | Lygie              |       |
| 10   | Gilberto Dall'Agata | Torpado            |       |